# Narząd nadskrzelowy
Narząd nadskrzelowy – dodatkowy narząd oddechowy ryb z rodziny długowąsowatych (Clariidae) i Heteropneustidae. Umożliwia im, podobnie jak narząd błędnikowy (tzw. labirynt) błędnikowców, oddychanie powietrzem atmosferycznym. Od labiryntu różni się budową i umiejscowieniem.
Narząd nadskrzelowy powstaje z uwypuklenia gardzieli tworzącego jamę nadskrzelową – powiększoną ku górze część komory skrzelowej, do której otwiera się przed pierwszym łukiem skrzelowym. Jama nadskrzelowa jest wypełniona wyrostkami drugiego i czwartego łuku skrzelowego. Wyrostki są usztywnione, krzaczasto rozgałęzione, pokryte błoną śluzową z gęstą siecią naczyń włosowatych.
U przedstawicieli Heteropneustidae z komory narządu nadskrzelowego wychodzą dwa długie, puste, cylindryczne, niezbyt silnie ukrwione, ślepo zakończone worki biegnące wzdłuż kręgosłupa, po jednym z każdej strony ciała, aż do trzonu ogonowego.